# Camillo Horn

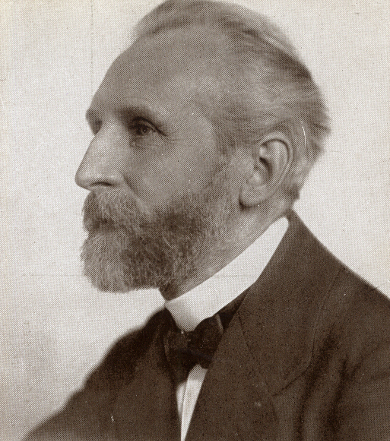
Camillo Horn

Camillo Andreas Horn, auch Kamillo Horn (* 29. Dezember 1860 in Reichenberg (Böhmen); † 3. September 1941 in Wien) war ein österreichischer Komponist, Dirigent und Musikpädagoge.

## Leben
Horn studierte Harfe am Prager Konservatorium und war in Wien Privatschüler Anton Bruckners. 1885 legte er die Staatsprüfung in Musik ab und wirkte in den folgenden Jahren als Chorleiter, Dirigent und Gesangslehrer in Wien. Unter anderem leitete er den Musikverein Haydn. Er unterrichtete Gesang am Piaristengymnasium, am Neuen Wiener Konservatorium (1910–1916) und an der Akademie für Musik und darstellende Kunst (1916–1931). Als Musikkritiker schrieb er Artikel für das Deutsche Volksblatt. 1940 wurde er mit der Goethe-Medaille für Kunst und Wissenschaft ausgezeichnet. 

## Werke (Auswahl)

### Orchestermusik
- Sinfonie f-Moll op. 40 (1905 Wien)
- Scherzo (1915 Wien)
- Feierlicher Marsch (1926 Wien)
- Sinfonie d-Moll op. 78 (1930 Wien)

### Kammermusik
- Streichquartett
- Fantasie für Violine und Klavier op. 42
- Quintett für 3 Violinen, Viola und Violoncello G-Dur op. 50
- Sonate für Harfe und Klavier op. 58
- Sonate für Horn und Klavier c-Moll op. 58
- Trio-Fantasie für Klavier, Violine und Violoncello op. 73
- Sextett für 3 Violinen, Viola und 2 Violoncelli op. 75

### Klaviermusik
- Zwei Klavierstücke op. 3 (Im Freien. Frage)
- Sonate f-Moll op. 15
- Zwei Konzertetüden op. 25 (es-moll; G-dur, Bearbeitung für Harfe von R. Mosshammer in Ges-Dur)
- Zwei Stücke für die linke Hand allein op. 33 (Albumblatt; Fantasie)
- Bilder der Nacht op. 37 (Auf irrem Pfad. In der Herberge. An der Wiege. Im Fieberwahn. Auf der Runde. Beim Tanz. Im Traume)
- Sonate e-Moll

### Chorwerke
- Gotenzug für Männerchor und Orchester op. 12
- Bundeslied der Deutschen in Böhmen für Männerchor und Orchester op. 23

### Lieder
- Hako Heißherz, Ballade für Bariton und Orchester
- Lieder für Sopran und Orchester

### Melodramen
- Liebe im Schnee (Robert Hamerling)
- Drei Gedichte mit begleitender Musik op. 38:
  - Der Fischer (Johann Wolfgang Goethe)
  - Das Kind am Brunnen (Christian Friedrich Hebbel)
  - Die Zwerge auf dem Baum (August Kopisch)
- Graf Walter op. 39 (Felix Dahn)
- Zwei Melodramen op. 60:
  - Das Ständchen (Ludwig Uhland)
  - Elfenritt
- Alte Geschichte (Karl Bienenstein) mit Harfenbegleitung und Hintergrundgesang

### Schriften
- Erinnerungen an meine Lehrzeit bei Meister Bruckner (Festschrift zu den Sudetendeutschen Bruckner-Festtagen Aussig–Leitmeritz, Deutsche Bruckner-Gemeinde in Leitmeritz 1936, S. 23–35)
- Harfners Sang, Gedichte (Wilhelm Braumüller, Wien–Leipzig 1924)